# Баскетбол на летней Универсиаде 2001
Баскетбольный турнир на летней Универсиаде 2001 проходил в Пекине с 22 августа по 1 сентября 2001 года. Соревнования проводились среди мужских и женских сборных команд.
Чемпионами Универсиады стали мужская сборная Югославии и женская сборная США.

## Медальный зачёт
| Место | Страна       | Золото | Серебро | Бронза | Всего |
| ----- | ------------ | ------ | ------- | ------ | ----- |
| 1     | США          | 1      | 0       | 1      | 2     |
| 2     | СР Югославия | 1      | 0       | 0      | 1     |
| 3     | Китай        | 0      | 2       | 0      | 2     |
| 4     | Чехия        | 0      | 0       | 1      | 1     |

## Медалисты
|         | Золото | Серебро | Бронза |
| Мужчины | СР Югославия · Огньен Ашкрабич · Вуле Авдалович · Горан Цакич · Стефан Наджфеи · Петар Попович · Александр Смилянич · Йово Станоевич · Владимир Тика · Слободан Тошич · Лука Вучинич · Милош Вуянич · Иван Зороски | Китай · Чэнь Кэ · Ду Фэн · Го Шицян · Ма Цзянь · Менге Батыр · Мо Кэ · Ван Чжичжи · Яо Мин · Ю Джункай · Чжан Чэн · Чжан Цзиньсун · Чжу Фанъюй · Тренер — Ван Фэй | США · Антвейн Барбор · Андре Барретт · Эрл Баррон · Лонни Бакстер · Дэн Дико · Хуан Диксон · Мелвин Эли · Линн Грир · Роджер Мэйсон · Крис Оуэнс · Джастин Рид · Тайлер Смит · Тренер — Джерри Данн                                                         |
| Женщины | США · Шантель Андерсон · Корель Энжин · Крисси Флойд · Катон Хилл · Кара Лоусон · Ашли МакЭлайни · Кэрисса Мэди · Дженни Ролье · Аяна Уокер · Шакала Уильямс · Шерик Райт · Линдси Ямасаки · Тренер — Дебби Райан  | Китай · Чэнь Луюн · Чэнь Нань · Чэнь Сяоли · Ху Сяотао · Ма Чэнсюан · Мяо Бо · Мяо Лицзе · Пан Вэй · Рэн Лей · Суи Фейфей · Чжан Ханьлань · Чжан Сяони            | Чехия · Камила Хлавачкова · Барбора Яндова · Зузуна Климешова · Клара Креузова · Яна Коварикова · Люси Кизилкова · Маркета Мокрошова · Петра Прохазкова · Линда Тезарикова · Никола Тополарова · Вацлава Войтова · Яна Вокринкова · Тренер — Мариан Свобода |